# Pericyma
Pericyma is een geslacht van vlinders van de familie spinneruilen (Erebidae), uit de onderfamilie Catocalinae.

## Soorten
- P. albidens (Walker, 1865)
- P. albidentaria (Freyer, 1842)
- P. andrefana (Viette, 1988)
- P. atrifusa (Hampson, 1902)
- P. basalis Wileman & South, 1916
- P. caffraria (Möschler, 1883)
- P. cruegeri Butler, 1886
- P. deducta (Walker, 1858)
- P. detersa Walker, 1865
- P. glaucinans Guenée, 1852
- P. griveaudi (Laporte, 1973)
- P. mendax (Walker, 1858)
- P. metaleuca Hampson, 1913
- P. polygramma Hampson, 1913
- P. pratti (Kenrick, 1917)
- P. scandulata (Felder & Rogenhofer, 1874)
- P. squalens Lederer, 1855
- P. subtusplaga Berio, 1984
- P. umbrina (Guenée, 1852)
- P. viettei (Berio, 1955)
- P. vietti (Laporte, 1975)
- P. vinsonii (Guenée, 1862)